# Étienne Dupérac

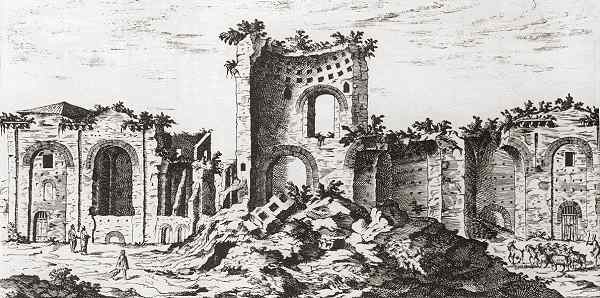
Ruínas das Termas de Constantino em Roma, gravura de Dupérac (c. 1575)

Étienne Dupérac (ou du Pérac)  c. 1525 – março de 1604) foi um arquitecto, pintor, gravurista e paisagista francês. É mais conhecido pelos seus estudos topográficos de Roma e as suas ruínas no final do século XVI.

## Roma
Dupérac nasceu em Bordéus ou Paris e chegou a Roma em 1550, onde se tornou um habilidoso designer e gravurista.Publicou uma vista aérea da Roma Antiga com edifícios reconstruídos (Urbis Romae Sciographia, 1574) e uma da Roma moderna (Descriptio, 1577)  e um livro com quarenta gravuras de monumentos e antiguidades romanas, I vestigi dell'antichità di Roma (Roma, 1575).
Um livro inédito de desenhos em pergaminho das ruínas de Roma correlacionados com reconstruções da sua aparência original, no mesmo ângulo, Disegni de le Ruine di Roma e Come Anticamente Erono, atribuído a ele e datado em c. 1564-1574 foi publicado em fac-símile (Milão 1964) com uma introdução de Rudolf Wittkower, que datou dos desenhos com base no estado real dos edifícios mostrados; o texto que deve ter acompanhado os desenhos perdeu-se, e a autoria de Dupérac tornou-se duvidosa. O livro faz parte da coleção da Morgan Library & Museum em Nova York (nº de acesso MS M.1106).

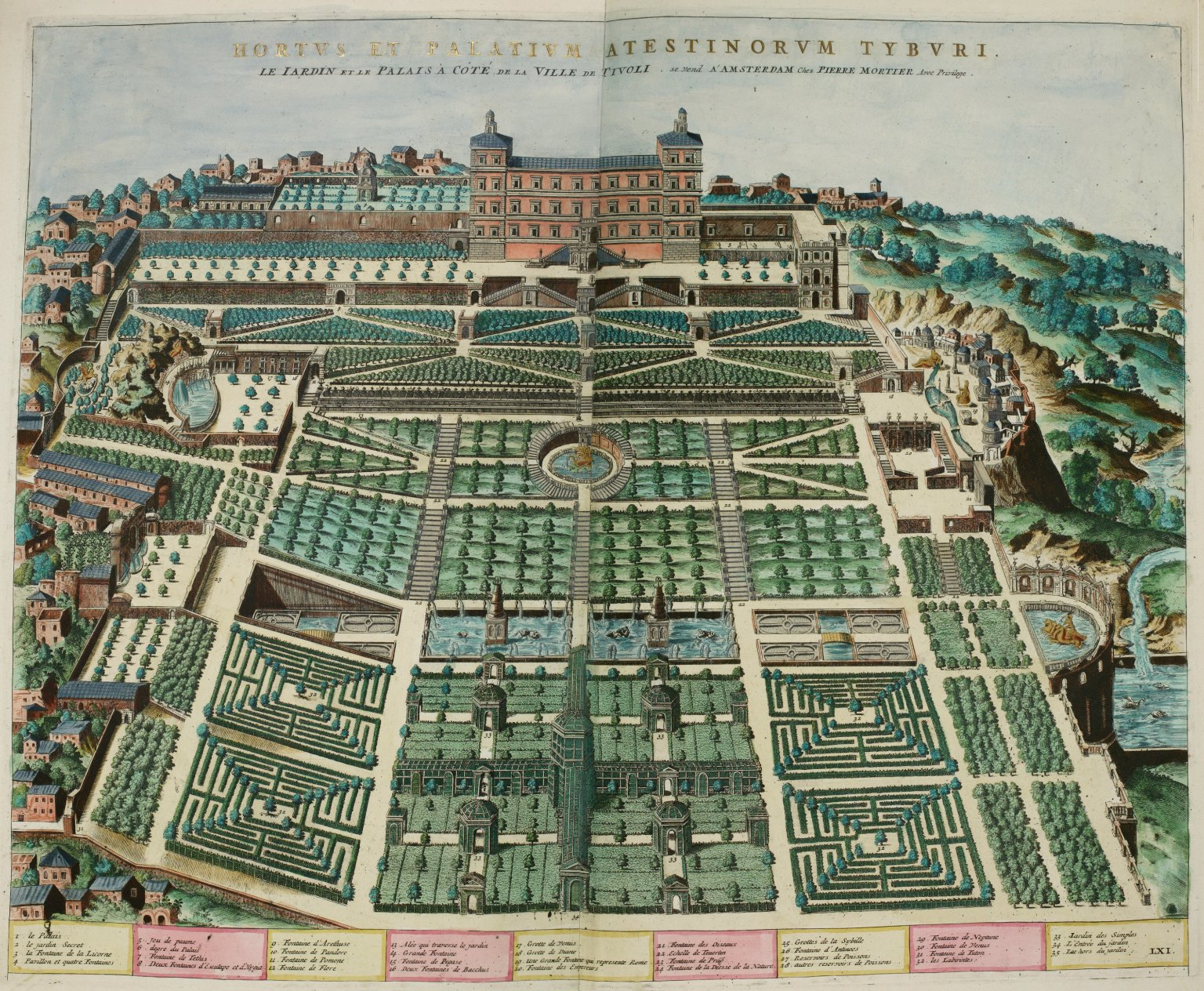
Uma vista da Villa d'Este por Dupérac (1575)

As gravuras de Dupérac sobre a Roma moderna, como o carrossel no Cortile del Belvedere ou a sua vista aérea da Villa d'Este, serviram para transmitir ideias arquitetónicas e de jardinagem para a França e o norte da Europa. Dupérac trabalhou por um tempo para Antonio Lafreri.